# Филип Едуард Фугер
Филип Едуард Фугер фон Кирхберг-Вайсенхорн (на немски: Philipp Eduard Fugger von Kirchberg-Weissenhorn; * 11 февруари 1546; † 14 август 1618, Аугсбург) от фамилията Фугер от линията „Лилията“ (фон дер Лилие) от Аугсбург, е германски търговец, фрайхер и господар на Кирхберг и Вайсенхорн.

## Биография
Той е син (третото от 14-те деца) на фрайхер и граф Георг Фугер фон Кирхберг и Вайсенхорн (1518 – 1569) и съпругата му графиня Урсула фон Лихтенщайн († 1573), дъщеря на граф Вилхелм фон Лихтенщайн-Карнайд, губернатор на Южен Тирол, и Магдалена Щьотин. През 1560 г. майка му става католичка.
Филип Едуард Фугер получава уроци заедно с брат му Октавиан Секундус (1549 – 1600) от Петрус Канизиус (1521 – 1597), след това братята учат в „Collegium Germanicum“ в Рим. През 1579 г. те подаряват от наследството на Кристоф Фугер „Йезуитен-колег Св. Салватор“ в Аугсбург. През 1580 г. Филип Едуард и брат му Октавиан Секундус основават търговската банка „Георг Фугерше' Ербен“ („Георг Фугер' наследници“). През 1585 г. те влизат в търговска компания, която годишно на пет кораба занася черен пипер от Източна Индия в Лисабон и трябва да се продаде на испанския крал Филип II. Заради войната между Испания-Португалия и Англия през 1591/92 г. корабите им не пристигат обратно в Лисабон, така че договорът с Филип II скоро се прекратява с големи загуби.
Филип Едуард фон Кирхберг-Вайсенхорн умира на 14 август 1618 г. в Аугсбург на 72 години и е погребан в Бартхоломей-капелата в църквата „Св. Улрих“ в Аугсбург.

## Фамилия
Филип Едуард Фугер фон Кирхберг-Вайсенхорн се жени на 21 април 1573 г. за Магдалена фон Кьонигсег († 26 февруари 1592, погребана в Аугсбург), дъщеря на фрайхер Йохан Якоб фон Кьонигсег († 1567) и Елизабет фон Монфор-Ротенфелс-Васербург († сл. 1556), дъщеря на граф Хуго XVI (XIV) фон Монфор-Ротенфелс-Васербург († 1584). Те имат седем деца:
- Кристина Фугер (* 28 декември 1573; † 28 февруари 1574)
- Барбара Фугер (* 7 ноември 1577; † 4 маи 1605), омъжена I. на 21 ноември 1594 г. в Аугсбург за Филип Фугер фон Бибербах (* 19 юни 1567; † 2 април 1601), II. на 25 януари 1604 г. за граф Улрих фон Йотинген-Валерщайн († 1 септември 1605, Комаром)
- Анна София Фугер (* 15 май 1585; † 27 декември 1643, Розенхайм, Горна Бавария), омъжена 1612 г. за фрайхер Филип Адам фон Фрайберг цу Ахщетен
- Фридрих Фугер фон Кирхберг-Вайсенхорн (* 16 август 1586; † 11 април 1654), граф, неженен
- Карл Албрехт Фугер фон Кирхберг-Вайсенхорн (* 11 септември 1587; † октомври 1642, в Залцбург), каноник в Констанц и Залцбург
- Юстина Фугер (* 7 ноември 1588; † 31 май 1660, Инсбрук), омъжена 1625 г. за баварския държавник фрайхер Йохан Кристоф фон Прайзинг († 1632/ 1633)
- Хуго Фугер фон Кирхберг-Вайсенхорн (* 7 ноември 1589; † 1627), граф на Фугер-Вайсенхорн, женен на 15 октомври 1618 г. за фрайин Мария Юлиана Фьолин фон Фрикенхаузен (* 16 декември 1594; † 18 март 1653, Вайсенхорн)

## Фамилни снимки
- Баща му Георг Фугер
- Майка му Урсула фон Лихтенщайн
- Брат му Октавианус Секундус
- Съпругата му Мария Магдалена
- Синът му Карл